# Mudigere, Channagiri
Mudigere là một làng thuộc tehsil Channagiri, huyện Davanagere, bang Karnataka, Ấn Độ.